# Cárcel de Chillán
El Centro Penitenciario de Chillán, conocido como la Cárcel de Chillán, es un centro penitenciario chileno ubicado en el sector de Las Cuatro Avenidas de la ciudad de Chillán, frente a la Plaza San Francisco. El recinto depende administrativamente de Gendarmería de Chile y actualmente el Ministerio de Justicia de Chile tiene en proyecto un futuro traslado de esta.

## Historia
En la década del 60 el capellán de la cárcel fue Eloy Parra, quien se encargaría de la educación de Jorge Valenzuela Torres, quien fuera condenado a muerte el 30 de abril de 1963, sentencia que fue cumplida en este recinto.
Durante 1973 y 1989, en el contexto de dictadura militar, el recinto fue usado como lugar de detención y tortura para presos políticos, constatando un máximo de mil personas en los primeros años. En esas circunstancias, el estado de hacinamiento era alto, lo cual derivó en la habilitación de un galpón en el cual los reclusos dormían en el suelo. Dicho galpón era denominado "La Ratonera" por la presencia de ratas y lo insalubre del lugar.
Asimismo, en el segundo piso se encontraba una sala denominada por los reclusos "La Chica", producto de las condiciones métricas de esta, el aula era utilizada para el aislamiento de los reos, antes y después de los interrogatorios, esto incluía la restricción de alimentos. El capellán de ese entonces era José Luis Ysern de Arce, quien cooperó a través de la Vicaría de la Solidaridad con las familias y víctimas de violaciones de los derechos humanos, situación que era replicada entre los reclusos por delitos comunes y los reclusos por delitos políticos, donde aquellos que eran encerrados en la La Chica, recibían encargos como cigarros o alimento por medio de los "mocitos", quienes podían ser reclusos del mismo penal o gendarmes. Dichos mocitos se agruparon en una organización interna denominada "La Carreta".

### Terremoto de 2010
Para el Terremoto de Chile de 2010, la caída de un muro permitió la huida de más de doscientos reclusos. En el intento de restablecer el orden de la situación, los gendarmes dispararon a tres reclusos, cuales resultaron fallecidos con el pasar de las horas, asimismo, un cuarto reo falleció producto de quemaduras ocasionadas por prisioneros que lo ataron al camarote de su celda. Esta situación empeoró para los vecinos colindantes a la cárcel, quienes fueron víctimas de otros delitos. En un restaurante cercano, una turba pasó a saquear el local, para finalmente ocasionar un incendio cortando una manguera de gas en la cocina. El incendio posteriormente, se propagó por cinco viviendas, cuyos dueños, más tarde, recibieron una indemnización por parte del Estado de Chile.
Al pasar de los días, cerca del 50% de la población penal había regresado a la cárcel voluntariamente, ya que muchos habían salido del recinto penitenciario solamente para saber cómo estaban sus familiares. Asimismo, regresaban producto de la falta de comunicación formal, dado que los rumores en la ciudad de Chillán, hablaban de que podría haber una serie de homicidios, violaciones y asaltos, lo cual provocó la organización de defensa de los barrios por los mismos habitantes. El último reo fugado, fue capturado el 1 de octubre de 2019 en Argentina y no sería hasta 2022, cuando los últimos dos reclusos que faltaban, fueron sobreseídos por el Poder Judicial.
En 2013 surge un amago de incendio como protesta por un allanamiento a los internos cual derivó en nueve personas intoxicadas. Tras la aprobación de la Región de Ñuble en 2017 el edificio registró una sobrepoblación del 30%.

## Traslado

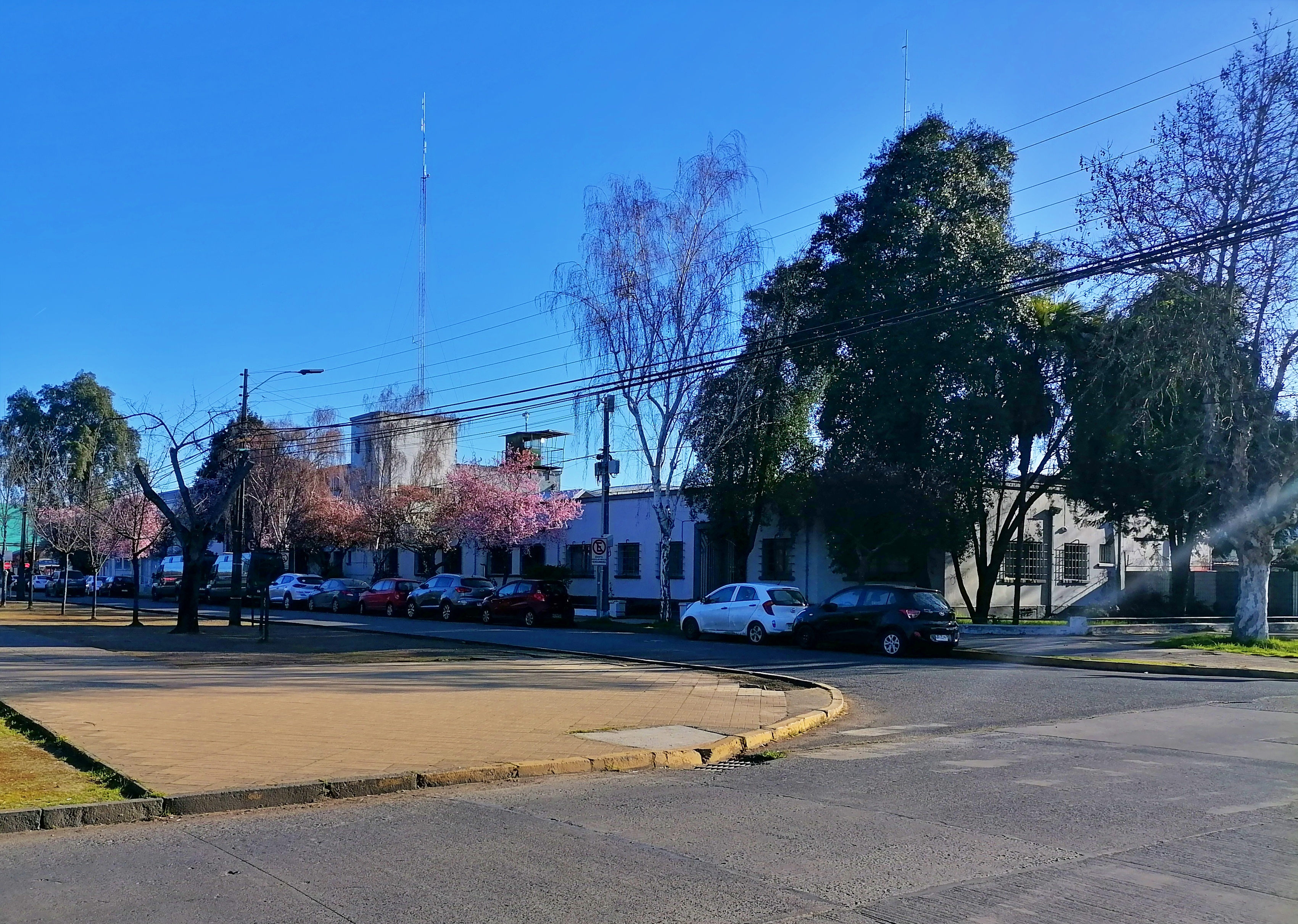
Vista de cárcel desde la esquina de calle Isabel Riquelme con calle Gamero

Las intenciones de sacar la cárcel del centro de la ciudad, han sido variadas y datan desde 2009.  En dicho año, cuando fue mencionado por parte de las autoridades de la época, la posibilidad de traslado a las comunas de Chillán Viejo o Portezuelo, derivó en una serie de protestas por parte de los habitantes de dichas localidades. En 2017 se habló nuevamente el traslado de la cárcel a Chillán Viejo, sin resultados efectivos.
Para enero de 2019, el intendente Martín Arrau solicitó a todas las personas quienes tuvieran un predio rural en Ñuble, entre quince y cuarenta hectáreas, que dejaran sus propuestas de venta del terreno, para la instalación de la nueva cárcel.
Durante el Segundo gobierno de Sebastián Piñera, existió la propuesta de trasladar la cárcel al Campo Militar de Entrenamiento Fundo Quilmo, sin embargo, la propuesta fue desechada ante la posibilidad de que el Ejército de Chile no tuviera otro lugar de entrenamiento. Dicha propuesta, fue analizada nuevamente en 2022.